# Municipio de Jefferson (condado de Switzerland)
El municipio de Jefferson (en inglés: Jefferson Township) es un municipio ubicado en el condado de Switzerland en el estado estadounidense de Indiana. En el año 2010 tenía una población de 3167 habitantes y una densidad poblacional de 32,87 personas por km².

## Geografía
El municipio de Jefferson se encuentra ubicado en las coordenadas 38°48′12″N 85°3′13″O / 38.80333, -85.05361. Según la Oficina del Censo de los Estados Unidos, el municipio tiene una superficie total de 96.35 km², de la cual 95,72 km² corresponden a tierra firme y (0,65 %) 0,63 km² es agua.

## Demografía
Según el censo de 2010, había 3167 personas residiendo en el municipio de Jefferson. La densidad de población era de 32,87 hab./km². De los 3167 habitantes, el municipio de Jefferson estaba compuesto por el 97,51 % blancos, el 0,41 % eran afroamericanos, el 0,03 % eran amerindios, el 0,35 % eran asiáticos, el 0,41 % eran de otras razas y el 1,29 % eran de una mezcla de razas. Del total de la población el 1,2 % eran hispanos o latinos de cualquier raza.